# Canton des Portes d'Ariège
Le canton des Portes d'Ariège est une circonscription électorale française du département de l'Ariège créée par le décret du 18 février 2014 et entrée en vigueur lors des élections départementales de 2015.

## Histoire
Un nouveau découpage territorial de l'Ariège entre en vigueur à l'occasion des élections départementales de mars 2015, défini par le décret du 18 février 2014, en application des lois du 17 mai 2013 (loi organique 2013-402 et loi 2013-403). Les conseillers départementaux sont, à compter de ces élections, élus au scrutin majoritaire binominal mixte. Les électeurs de chaque canton élisent au Conseil départemental, nouvelle appellation du Conseil général, deux membres de sexe différent, qui se présentent en binôme de candidats. Les conseillers départementaux sont élus pour 6 ans au scrutin binominal majoritaire à deux tours, l'accès au second tour nécessitant 12,5 % des inscrits au 1er tour. En outre la totalité des conseillers départementaux est renouvelée. Ce nouveau mode de scrutin nécessite un redécoupage des cantons dont le nombre est divisé par deux avec arrondi à l'unité impaire supérieure si ce nombre n'est pas entier impair, assorti de conditions de seuils minimaux. Dans l'Ariège, le nombre de cantons passe ainsi de 22 à 13.
Le nouveau canton des Portes d'Ariège est formé de communes des anciens cantons de Saverdun (14 communes) et de Pamiers-Est (2 communes). Le canton est entièrement inclus dans l'arrondissement de Pamiers. Le bureau centralisateur est situé à Saverdun.

## Représentation
| Période élective | Période élective | Mandat | Mandat   | Identité          | Nuance | Nuance | Qualité                                                                                        |
| ---------------- | ---------------- | ------ | -------- | ----------------- | ------ | ------ | ---------------------------------------------------------------------------------------------- |
| 2015             | 2021             | 2015   | 2021     | Géraldine Pons    |        | DVD    | employée du secteur bancaire Conseillère municipale puis Première adjointe au maire de Mazères |
| 2015             | 2021             | 2015   | 2021     | Jean-Michel Soler |        | DVD    | responsable ressources humaines Adjoint au Maire de Saverdun                                   |
| 2021             | 2028             | 2021   | en cours | Géraldine Pons    |        | DVD    | 1ère adjointe au maire de Mazères                                                              |
| 2021             | 2028             | 2021   | en cours | Jean-Michel Soler |        | DVD    | Adjoint au maire de Saverdun                                                                   |

### Résultats détaillés

#### Élections de mars 2015
À l'issue du 1er tour des élections départementales de 2015, trois binômes sont en ballottage : Géraldine Pons et Jean-Michel Soler (DVD, 34,71 %), Nicolas Brunet et Elisabeth Toulis (FN, 27,48 %) et Jean Crespy et Christine Roou (PS, 24,83 %). Le taux de participation est de 58,41 % (5 613 votants sur 9 610 inscrits) contre 55,65 % au niveau départemental et 50,17 % au niveau national.
Au second tour, Géraldine Pons et Jean-Michel Soler (DVD) sont élus avec 65,3 % des suffrages exprimés et un taux de participation de 57,44 % (3 005 voix pour 5 520 votants et 9 610 inscrits).

#### Élections de juin 2021
Le premier tour des élections départementales de 2021 est marqué par un très faible taux de participation (33,26 % au niveau national). Dans le canton des Portes d'Ariège, ce taux de participation est de 38,75 % (3 954 votants sur 10 203 inscrits) contre 42,44 % au niveau départemental. À l'issue de ce premier tour, deux binômes sont en ballottage : Géraldine Pons et Jean-Michel Soler (DVD, 52,13 %) et Monique Jubet et Pierre-Jean Milani (RN, 20,95 %).
Le second tour des élections est marqué une nouvelle fois par une abstention massive équivalente au premier tour. Les taux de participation sont de 34,3 % au niveau national, 43,46 % dans le département et 39,76 % dans le canton des Portes d'Ariège. Géraldine Pons et Jean-Michel Soler (DVD) sont élus avec 76,06 % des suffrages exprimés (2 761 voix pour 4 058 votants et 10 205 inscrits),,.

## Composition
Le nouveau canton des Portes d'Ariège comprenait seize communes entières à sa création.
| Nom                              | Code Insee | Intercommunalité                | Superficie (km2) | Population (dernière pop. légale) | Densité (hab./km2) | Modifier                                    |
| -------------------------------- | ---------- | ------------------------------- | ---------------- | --------------------------------- | ------------------ | ------------------------------------------- |
| Saverdun (bureau centralisateur) | 09282      | CC des Portes d'Ariège Pyrénées | 61,47            | 4 808 (2022)                      | 78                 | modifier les données · modifier les données |
| La Bastide-de-Lordat             | 09040      | CC des Portes d'Ariège Pyrénées | 5,97             | 310 (2022)                        | 52                 | modifier les données · modifier les données |
| Bonnac                           | 09060      | CC des Portes d'Ariège Pyrénées | 9,63             | 789 (2022)                        | 82                 | modifier les données · modifier les données |
| Brie                             | 09067      | CC des Portes d'Ariège Pyrénées | 7,06             | 206 (2022)                        | 29                 | modifier les données · modifier les données |
| Canté                            | 09076      | CC des Portes d'Ariège Pyrénées | 9,80             | 212 (2022)                        | 22                 | modifier les données · modifier les données |
| Esplas                           | 09117      | CC des Portes d'Ariège Pyrénées | 7,64             | 105 (2022)                        | 14                 | modifier les données · modifier les données |
| Gaudiès                          | 09132      | CC des Portes d'Ariège Pyrénées | 10,41            | 235 (2022)                        | 23                 | modifier les données · modifier les données |
| Justiniac                        | 09146      | CC des Portes d'Ariège Pyrénées | 4,56             | 58 (2022)                         | 13                 | modifier les données · modifier les données |
| Labatut                          | 09147      | CC des Portes d'Ariège Pyrénées | 3,58             | 177 (2022)                        | 49                 | modifier les données · modifier les données |
| Lissac                           | 09170      | CC des Portes d'Ariège Pyrénées | 3,77             | 240 (2022)                        | 64                 | modifier les données · modifier les données |
| Mazères                          | 09185      | CC des Portes d'Ariège Pyrénées | 44,04            | 3 866 (2022)                      | 88                 | modifier les données · modifier les données |
| Montaut                          | 09199      | CC des Portes d'Ariège Pyrénées | 35,03            | 694 (2022)                        | 20                 | modifier les données · modifier les données |
| Saint-Quirc                      | 09275      | CC des Portes d'Ariège Pyrénées | 3,75             | 369 (2022)                        | 98                 | modifier les données · modifier les données |
| Trémoulet                        | 09315      | CC des Portes d'Ariège Pyrénées | 3,89             | 105 (2022)                        | 27                 | modifier les données · modifier les données |
| Le Vernet                        | 09331      | CC des Portes d'Ariège Pyrénées | 5,59             | 693 (2022)                        | 124                | modifier les données · modifier les données |
| Villeneuve-du-Paréage            | 09339      | CC des Portes d'Ariège Pyrénées | 11,47            | 752 (2022)                        | 66                 | modifier les données · modifier les données |
| Canton des Portes d'Ariège       | 0910       |                                 | 227,66           | 13 619 (2022)                     | 60                 | modifier les données                        |

## Démographie
En 2022, le canton comptait 13 619 habitants, en évolution de +0,52 % par rapport à 2016 (Ariège : +1,48 %, France hors Mayotte : +2,11 %).
| 2013   | 2018   | 2022   |
| ------ | ------ | ------ |
| 13 144 | 13 688 | 13 619 |